# Značit, pora
| Recensione | Giudizio |
| ---------- | -------- |
| InterMedia | 6/10     |

Značit, pora (in russo Значит, пора?) è il dodicesimo album in studio della cantante russo-statunitense Ljubov' Uspenskaja, pubblicato il 12 aprile 2019 dalla Cdland Contact.

## Tracce
1. Otpusti (feat. Emin) – 3:37 (Aleksandra Ljubimova, Kirill Arbatov)
2. Nebo (feat. Leonid Agutin) – 3:59 (Regina Lisic, Igor' Azarov)
3. Ty ujdёš' – 4:09 (Kira Dymov, Igor' Azarov)
4. Gde ty byl (feat. Domonik Džoker) – 4:18 (Aleksandr Breslavskij, Aleks Kolčin)
5. Eščё ljublju – 3:40 (Igor' Kisil')
6. Okončen put' – 3:22 (Alla Bajanova)
7. Kiev-Moskva (feat. Aleksandr Panaёtov) – 3:47 (Leonid Agutin)
8. Ja milogo uznaju po pochodke – 3:36
9. Dve sud'by (feat. Vladimir Presnjakov) – 3:45 (Regina Lisic, Igor' Azarov)
10. Sil'nee, čem prežde (feat. Soso Pavliašvili) – 4:21 (Andrej Artem'ev, Soso Pavliašvili)
11. Cyganskaja (feat. Tabor vozvraščaetsja) – 5:17 (Igor' Grigor'ev)
12. Značit, pora – 3:40 (Evgenij Averjanov, Oleg Kašar)
13. Propadaju ja – 3:51 (Regina Lisic, Igor' Azarov)
14. Panda Е new (feat. CYGO) – 3:56 (Leonid Vakul'čuk)

Durata totale: 55:18